# کامیلا مورون
کامیلا ربکا مورون پولاک (انگلیسی: Camila Rebeca Morrone Polak؛ زادهٔ ۱۶ ژوئن ۱۹۹۷) مدل و بازیگر آمریکایی است. از نقش‌های او می‌توان به بازی در فیلم آرزوی مرگ (۲۰۱۸) اشاره کرد.

## زندگی شخصی
مورون از ۲۰۱۷ تا ۲۰۲۲ با بازیگر آمریکایی، لئوناردو دی‌کاپریو، رابطه داشت.